# Christopher Dawson
Christopher Henry Dawson FBA (12 de outubro de 1889 - 25 de maio de 1970) foi um estudioso independente britânico, que escreveu muitos livros sobre história cultural e cristandade. Dawson foi chamado de "o maior historiador católico de língua inglesa do século XX". O ano acadêmico de 1988-1989 no Colégio da Europa foi nomeado em sua homenagem.

## Biografia
Dawson nasceu de raízes familiares da fidalguia inglesa como o único filho do tenente-coronel HP Dawson e Mary Louisa, a filha mais velha do arquidiácono Bevan, de Hay Castle. Ele foi criado em Hartlington Hall, Yorkshire. Ele foi educado no Winchester College e no Trinity College, em Oxford. Ele obteve honras de 2ª classe em História Moderna em Oxford em 1911. Depois de seu diploma, ele estudou economia. Ele também leu o trabalho do teólogo alemão Ernst Troeltsch. Sua formação era anglo-católica, mas ele se tornou um católico romano convertido em 1914. Em 1916, Dawson se casou com Valery Mills, filha mais nova do arquiteto Walter Edward Mills. Eles tiveram duas filhas e um filho.

## Historiografia
Assim que os homens decidem que todos os meios são permitidos para combater um mal, então seu bem se torna indistinguível do mal que eles se propus a destruir.— C.H. Dawson
 Ele começou a publicar artigos em The Sociological Review, em 1920. Seu ponto de partida foi próximo ao de Oswald Spengler e Arnold J. Toynbee, outros historiadores, que também estavam interessados em grandes narrativas conduzidas no nível de uma civilização. Seu primeiro livro, The Age of Gods (1928), aparentemente foi concebido como o primeiro de um conjunto de cinco a traçar a civilização europeia até o século XX, mas o plano esquemático não foi seguido até uma conclusão.
Seu ponto de vista geral é como um proponente de uma teoria do "Velho Oeste", o termo posterior de David Gress, que cita Dawson em seu From Platon to Nato (1998). Isto é, Dawson rejeitou a suposição geral de que a Idade Média na Europa não contribuiu com nenhuma característica essencial. Ele argumentou que a Igreja Católica medieval era um fator essencial na ascensão da civilização europeia e escreveu extensivamente em apoio a essa tese.

## Carreira
Dawson foi considerado um importante historiador católico. Foi Professor de História da Cultura, na Universidade de Exeter (1930-1936), Forwood Professor de Filosofia da Religião, Universidade de Liverpool (1934), Gifford Lecturer na Universidade de Edimburgo (1947 e 1948) e Professor de Estudos Católicos Romanos, Universidade de Harvard (1958-1962). Ele foi eleito como membro da Academia Britânica em 1943.
A partir de 1940, por um breve período, ele foi editor da Dublin Review. Ele foi ainda Presidente de Estudos Católicos Romanos na Universidade de Harvard de 1958-1962.

## Influência
Seus escritos nas décadas de 1920 e 1930 fizeram dele uma figura significativa da época e uma influência em particular sobre TS Eliot, que escreveu sobre sua importância. Ele estava à margem de " The Moot ", um grupo de discussão envolvendo Eliot, John Baillie, Karl Mannheim, Walter Moberly, Michael Polanyi, Marjorie Reeves, Bernard Lonergan e Alec Vidler; e também o grupo ecumênico Sword of the Spirit. De acordo com Bradley Birzer, Dawson também influenciou os fundamentos teológicos dos escritos de JRR Tolkien. Russell Kirk foi outro que muito admirava Dawson, embora os dois homens nunca tivessem se conhecido.
Suas obras continuam nos currículos das instituições católicas. A abordagem tópica delineada por Dawson para o estudo da cultura cristã constitui o núcleo do programa de estudos católicos no Aquinas College. Seu trabalho foi influente na fundação do Campion College em NSW, na Austrália, e na formação em 2012 da Sociedade Christopher Dawson para Filosofia e Cultura Inc. em Perth, Austrália Ocidental. A visão de Dawson também descreve o programa de Humanidades e Cultura Católica na Universidade Franciscana de Steubenville.

## Historiadores comparáveis
Como um revivalista do historiador cristão, Christopher Dawson foi comparado com Kenneth Scott Latourette e Herbert Butterfield. Comparações também foram feitas entre o trabalho de Dawson e do sociólogo e historiador alemão Max Weber. Ambos empregam uma abordagem meta-histórica aos seus sujeitos, e seus próprios sujeitos têm semelhanças; ou seja, a influência da religião em aspectos da cultura ocidental.

## Obra

### Livros
- The Age of Gods (1928). Reeditado pela Catholic University of America Press (2012)[13]
- Progress and Religion: An Historical Inquiry (1929). Reeditado pela Catholic University of America Press (2001)[14]
- Christianity and the New Age (1931)[15][16]
- The Making of Europe: An Introduction to the History of European Unity. Londres: Sheed and Ward (1932). Reeditado pela Universidade Católica da América Press , 2003.[17][18][19]
- The Spirit of the Oxford Movement (1933)[20]
- Enquiries into Religion and Culture (1933). Reeditado pela Catholic University of America Press (2009)[21]
- Medieval Religion and Other Essays (1935) [22]
- Religion and the Modern State (1936)[23]
- Beyond Politics (1939)[24]
- The Claims of Politics (1939)
- The Judgment of the Nations (1942) Reeditado pela Catholic University of America Press (2011)[25]
- Gifford Lectures 1947–49
- Religion and Culture (1948) ISBN 0-404-60498-6
- Religion and the Rise of Western Culture (1950)[26]
- Understanding Europe (1952). Reissued by the Catholic University of America Press (2009)[27]
- Medieval Essays (1954). Reissued by the Catholic University of America Press (2002)[28]
- The Mongol Mission: Narratives and Letters of the Franciscan Missionaries in Mongolia and China in the Thirteenth and Fourteenth Centuries (1955). Republished in 1966 as Mission to Asia.[29]
- Dynamics of World History (1957). Edited by John J. Mulloy et al. Reissued by the Intercollegiate Studies Institute (2002).[30]
- The Movement of World Revolution (1959),[31]
- Progress and Religion: An Historical Enquiry (1960) with others Reissued by the Catholic University of America Press (2001)
- The Historic Reality of Christian Culture (1960)[32]
- The Crisis of Western Education: With Specific Programs for the Study of Christian Culture (1961). Reissued by the Catholic University of America Press (2010)[33]
- The Dividing of Christendom (1965)[34]
- The Formation of Christendom (1967)[35]
- The Gods of Revolution (1972)[36]
- Religion and World History: A Selection from the Works of Christopher Dawson (1975)[37]
- Christianity and European Culture: Selections from the Work of Christopher Dawson edited by Gerald J. Russello Reissued by the Catholic University of America Press (1998)[1]

### Artigos selecionados
- "A Tradição Católica e o Estado Moderno", The Catholic Review , janeiro / março de 1915.
- "O Significado do Bolchevismo", The American Review, abril de 1933.
- "As Reivindicações da Política" , escrutínio, setembro de 1939.
- "Catolicismo e a Mente Burguesa" , Revista Crisis, 27 de dezembro de 2011.

## Leitura complementar
- Birzer, Brad. Santificando o Mundo: A Vida e Mente Agostinianas de Christopher Dawson, Christendom Press, 2007.
- Birzer, Brad. "Christopher Dawson sobre o Liberalismo", Parte II, Parte III , The Imaginative Conservative, junho de 2012.
- Birzer, Brad. "As Artes Liberais: Pré-requisito de Dawson para a Reconstrução da Cristandade" , Revista Crisis, 11 de outubro de 2012.
- Bliese, John RE "Christopher Dawson" , Idade Moderna, Verão de 1979.
- Caldecott, Stratford e Morril, John. Eternidade no Tempo: Christopher Dawson e a Idéia Católica da História, T. & T. Clark, 1997.
- Fitzgibbon, George F. "A Teoria Cíclica de Christopher Dawson", The American Catholic Sociological Review, vol. 2, n ° 1, março de 1941.
- Hart, Jeffrey. "Christopher Dawson e a História que não nos é contada", Modern Age, setembro de 1997.
- Hittinger, Russell. "Christopher Dawson sobre Tecnologia e o Fim do Liberalismo" , CERC, 1993.
- Kirk, Russell. "A Alta Realização de Christopher Dawson", The University Bookman, Volume 47, Número 1, Inverno de 2010.
- Marshall, Caroline T. "Pioneiros Modernos: Christopher Dawson, Campeão da Cultura Cristã ", Christianity Today, 10 de janeiro de 2001.
- Olsen, Glenn W. "Por que precisamos de Christopher Dawson" , Communio, vol. 35, primavera de 2008.
- Olsen, Glenn W. "Christopher Dawson e a Renovação da Educação Católica" , Logos, Volume 13, Número 3, Verão de 2010.
- Parkes, HB "Christopher Dawson" , escrutínio, março de 1937.
- Quinn, Dermot. "Christopher Dawson: Historiador e Profeta do Nosso Tempo" , Humanitas, [nd].
- Quinn, Dermot. "Dawson's Creed", The American Conservative, 1 de fevereiro de 2010.
- Russello, Gerald J. "A América de Christopher Dawson e a secularização da cultura moderna". Logos, vol. 3, 2000.
- Russello, Gerald J. "Christopher Dawson: Cristo na História" , Revista Crisis, 27 de dezembro de 2011.
- Schwartz, Adam. "Confrontando o" Anticristo Totalitário ": Christopher Dawson e Totalitarismo," The Catholic Historical Review, Volume 89, Número 3, julho de 2003.
- Scott, Christina. Um historiador e seu mundo: Uma vida de Christopher Dawson, 1889-1970, Sheed & Ward, 1984.
- Ward, Leo R. "Dawson sobre Educação na Cultura Cristã" , Idade Moderna, Outono de 1973.